# Adolf von Brand
Adolf Ernst Paul von Brand (* 15. Juni 1803 auf Gut Lauchstädt, Neumark, Mark Brandenburg; † 23. Dezember 1878 ebenda) war Gutsbesitzer und preußischer Politiker.

## Familie
Er entstammte einem alten neumärkischen Adelsgeschlecht, das im Jahr 1275 erstmals urkundlich erwähnt ist.
Seine Eltern waren Ernst Friedrich Ludwig von Brand (1767–1821) und dessen Ehefrau Christine Caroline von Sack (1780–1728).
Brand heiratete am 28. August 1823 auf Gut Lauchstädt Antonine von Kameke (* 6. Oktober 1801 auf Gut Thunow bei Köslin; † 7. Juni 1888 in Berlin), die Tochter des Domherrn und Gutsbesitzers Friedrich von Kameke, Gutsherr auf Baldekow und anderen, und der Wilhelmine von Brand (Haus Lauchstädt). Das Paar hatte folgende Kinder:
- Emilie (1824–1825)
- Camillus (1827–1883)
- Anna (1828–1837)
- Paul Christoph Edmund (* 7. Juli 1831; † 11. Juni 1904) ⚭ 6. Oktober 1867 Freiin Emma von Rössing (* 19. Februar 1842; † 5. Mai 1905)
- Margarethe (1837–1912)
- Ernst Friedrich (* 9. März 1840; † 5. Februar 1915)

⚭ 1884 Luise Zunker (* 9. Februar 1858; † 5. Januar 1906)
⚭ 1908 Friederike Schleh (* 11. Mai 1883)
- Karl Eusebius (* 9. März 1840; † 16. Januar 1905) ⚭ 1869 Freiin Gabriele von Lentz (* 23. Januar 1852; 26. November 1941)

## Leben
Brand war königlich preußischer Sekondeleutnant a. D. und Gutsherr auf Lauchstädt, Dolgen, Wutzig und Hermsdorf, alle im Landkreis Friedeberg, sowie auf Samter bei Posen. Er war königlich preußischer Kammerherr, Rechtsritter des Johanniterordens und Mitglied des Preußischen Herrenhauses.